# Клозапін
Клозапін (лат. Clozapinum, англ. Clozapine) — лікарський засіб, що належить до антипсихотичних препаратів, та є похідним дибензодіазепіну. Клозапін застосовується переважно перорально, рідше внутрішньом'язово. Клозапін уперше синтезований у Швейцарії в 1958 році, перші клінічні дослідження препарату проведені в 1962 році, проте вони виявились невдалими. Лише подальші клінічні дослідження, проведені в Австрії та Німеччині у 1965—1966 роках, довели ефект клозапіну при психозах. Препарат дозволений для клінічного застосування з 1972 року.

## Фармакологічні властивості
Клозапін — лікарський засіб, що належить до антипсихотичних препаратів, та є похідним дибензодіазепіну. Механізм дії препарату полягає у блокуванні D1, D2, D3, D4 та D5 дофамінових рецепторів, проте найвищу спорідненість клозапін має до D4-рецепторів. Препарат також блокує альфа-1- та альфа-2-адренорецептори, блокує як м-холірецептори, так і н-холінорецептори, гістамінові H1-рецепторів, а також блокує більшість серотонінових рецепторів, з яких найбільшу спорідненість має з 5-HT2A-рецептором. Клозапін не впливає на рівень пролактину в крові. Препарат має виражений анксіолітичний ефект, виражений седативний ефект, протиблювотний та гіпотермічний ефект, має також антидепресивний ефект. Клозапін застосовується при шизофренії, яка резистентна до лікування стандартними нейролептиками або їх непереносимості, при ризику рецидиву спроб самогубства, а також при розладах психіки при паркінсонізмі. Препарат також ефективний при гострих психозах, особливо шизофренії та біполярному афективному розладі з маяченням, а також шизоафективних психозах. При застосуванні препарату рідко спостерігаються явища кататонії, а також екстрапірамідні побічні ефекти і паркінсоноподібні побічні ефекти. Оскільки клозапін часто спричинює виникнення ожиріння то, вважалось, що він може спричинити збільшення ймовірності серцево-судинної смертності у хворих, які його приймають. Проте новішими дослідженнями встановлено, що клозапін не підвищує ризик серцево-судинної смерті, а й навіть зменшує ризик серцево-судинної смерті.

### Фармакокінетика
Клозапін швидко й добре всмоктується після перорального застосування, проте його біодоступність становить лише 50–60 % у зв'язку з ефектом першого проходження препарату через печінку. Максимальна концентація клозапіну в крові досягається протягом 1,5–2,5 годин після прийому препарату. Клозапін добре (на 97 %) зв'язується з білками плазми крові. Клозапін проникає через гематоенцефалічний бар'єр, через плацентарний бар'єр, та виділяється в грудне молоко. Метаболізується препарат у печінці з утворенням неактивних або малоактивних метаболітів. Виводиться клозапін із організму у вигляді метаболітів переважно із сечею (50 %), частково із калом (30 %). Період напіввиведення препарату коливається від 4 до 66 годин, при важкому порушенні функції печінки або нирок цей час може збільшуватися.

## Показання
Клозапін застосовують при шизофренії, яка резистентна до лікування стандартними нейролептиками або їх непереносимості, при ризику рецидиву спроб самогубства, при емоційних розладах, розладах сну, а також при розладах психіки при паркінсонізмі.

## Побічна дія
При застосуванні клозапіну найчастішим побічним ефектом є розвиток ожиріння. Частими побічними явищами препарату є підвищене виділення слини, загальна слабкість, сонливість, артеріальна гіпотензія, сплутаність свідомості. Характерним важким побічним ефектом препарату, хоча й нечастим та зворотнім, є агранулоцитоз. Іншими побічними ефектами препарату є:
- Алергічні реакції — шкірні алергічні реакції, системний червоний вовчак, порушення пігментації шкіри, порушення потовиділення, гарячка.
- З боку травної системи — нудота, блювання, печія, сухість у роті, біль у животі, панкреатит, гепатит, кишкова непрохідність, холестатичний синдром, жовтяниця, печінкова недостатність, зниження апетиту.
- З боку нервової системи — акатизія, безсоння, запаморочення, делірій, судоми, головний біль, дискінезія, дистонія, розлади мови, паркінсонізм, тремор, втрата свідомості, вкрай рідко злоякісний нейролептичний синдром.
- З боку серцево-судинної системи — тахікардія, міокардит, кардіоміопатія, перикардит, тромбоемболія легеневої артерії, зупинка серця, артеріальна гіпертензія, зміни на ЕКГ, аритмії, інфаркт міокарду, стенокардія, недостатність мітрального клапана.
- З боку дихальної системи — задишка, аспірація їжі, пневмонія, пригнічення дихання, інфекції дихальних шляхів.
- З боку ендокринної системи — гіперглікемія, порушення толерантності до глюкози, порушення менструального циклу, цукровий діабет, діабетична кома.
- З боку сечостатевої системи — пріапізм, імпотенція, порушення еякуляції, затримка сечопуску, нетримання сечі, енурез, ниркова недостатність, інтерстиційний нефрит.
- З боку опорно-рухового апарату — біль у м'язах, слабкість у м'язах, спазми м'язів.
- Зміни в лабораторних аналізах — лейкопенія або лейкоцитоз, тромбоцитопенія або тромбоцитоз, еозинофілія, нейтропенія, гранулоцитопенія, анемія, підвищення рівня тригліцеридів у крові, підвищення рівня холестерину, підвищення рівня активності ферментів печінки та креатинфосфокінази в крові.

## Протипокази
Клозапін протипоказаний при підвищеній чутливості до препарату, агранулоцитозі або гранулоцитопенії або схильності до них, пригніченні нервової системи, токсичних психозах, неконтрольованій епілепсії, важких порушеннях функції печінки, нирок або серця, паралітичній кишковій непрохідності, дітям до 5 років, при вагітності та годуванні грудьми.

## Форми випуску
Клозапін випускається у вигляді таблеток по 0,0125; 0,025; 0,05; 0,1; 0,15 і 0,2 г; суспензії для перорального застосування із вмістом діючої речовини 50 мг/мл.